# Skałak (obwód Burgas)
Skałak (bułg. Скалак) – wieś w Bułgarii, w obwodzie Burgas, w gminie Ruen. W 2023 roku liczyła 520 mieszkańców.